# Kang Shin-jae
Kang Shin-Jae (en hangeul : 강신재, 8 mai 1924 - 12 mai 2001) est une romancière sud-coréenne.

## Biographie
Kang Shin-Jae est née le 8 mai 1924 à Séoul. Elle étudie à l'université des femmes Ewha avec pour spécialité l'écriture créative, mais quitte les études après sa deuxième année. Elle fait ses débuts littéraires avec la nouvelle Jeongsun (Jeongsuni) publiée en 1944. Entre 1982 et 1984, elle est membre de l'Association des femmes écrivains de Corée (한국여류문학인회 회장). En 1983, elle est élue membre permanente de l'Académie des arts de Corée (대한민국예술원 정회원). Elle a également été présidente de l'Association des auteurs coréens en 1987 (소설가협회 대표위원회 위원장). Elle meurt le 12 mai 2001.  

## Œuvre
Kang Shin-Jae est considérée comme une autrice appartenant au courant du "lyrisme" en Corée du Sud, c'est-à-dire une littérature portée sur la contemplation et la méditation allant plutôt à contre-courant du modernisme. Ses thèmes traitent principalement de l'amour ainsi que de l'identité et de la place des femmes au sein de la société coréenne. À l'instar de beaucoup d'auteurs classiques en Corée, elle a aussi beaucoup écrit sur l'histoire coréenne, et notamment sur la royauté en Corée. 
Son roman le plus connu est Un jeune orme (Jeolmeun neutinamu). Il s'agit d'une histoire d'amour entre deux jeunes Coréens, troublée par la découverte de correspondances prouvant l'adultère ; la jeune protagoniste décide de quitter son fiancé, mais ils finissent par se réconcilier et se promettre fidélité sous un orme.